# Batalla de Hostómel
La batalla de Hostómel fue una batalla librada por el control de la ciudad ucraniana de Hostómel. Comenzó el día 24 de febrero con el asalto aerotransportado ruso al aeropuerto Antonov, seguido por un avance de unidades blindadas rusas desde la frontera de Bielorrusia, durante la invasión rusa de Ucrania de 2022. Como parte de la ofensiva de Kiev, las fuerzas rusas buscaron el control sobre Hostómel, Bucha e Irpín para rodear y asediar la capital ucraniana, Kiev, desde el oeste. Debido a la intensidad de la ofensiva de Kiev, la Administración Estatal del Óblast de Kiev nombró a Hostómel, junto con Irpín, Bucha, la carretera M06 y Vyshgorod como los lugares más peligrosos del óblast de Kiev.

## Antecedentes

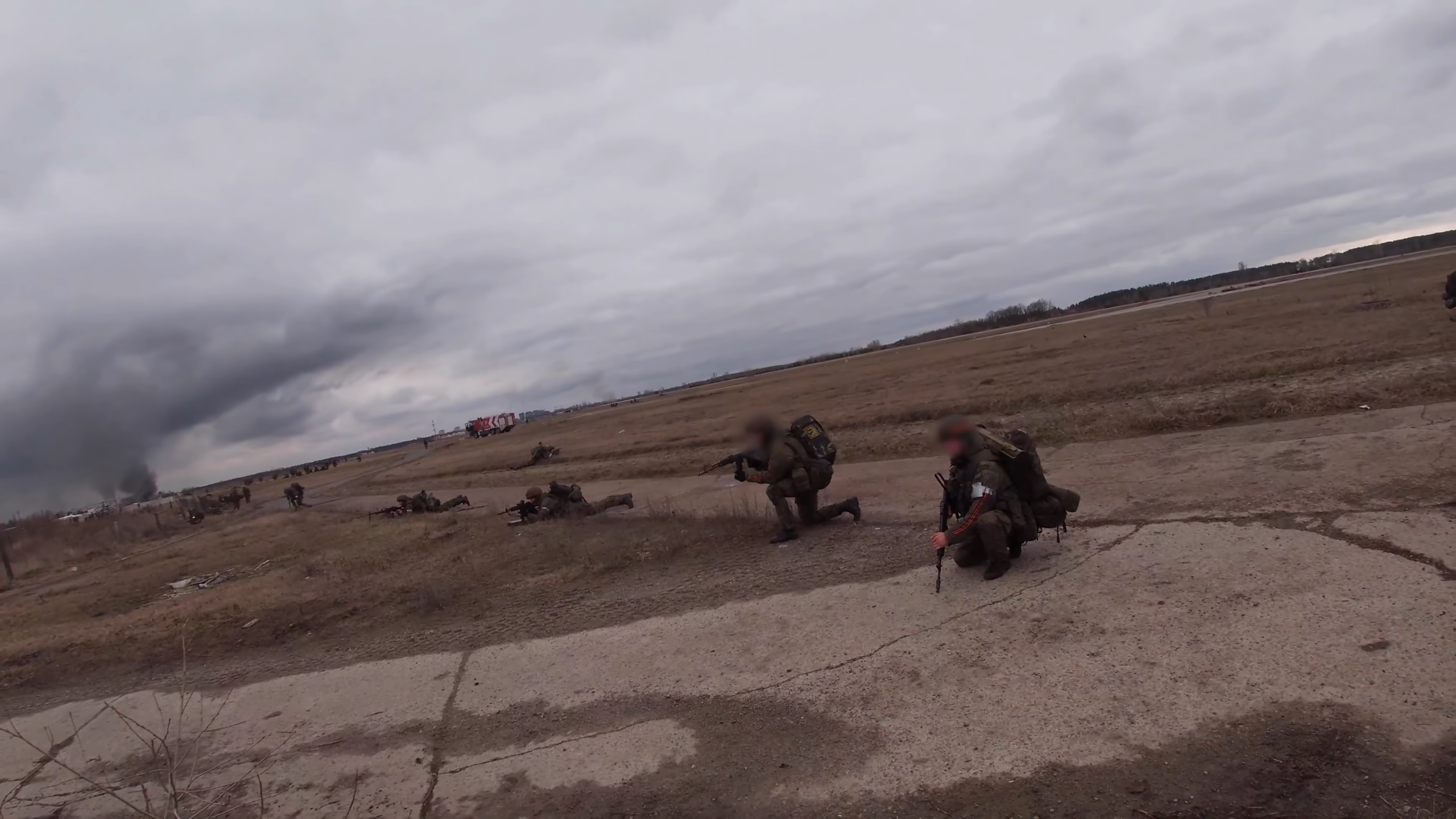
Tropas aerotransportadas rusas durante la batalla del Aeropuerto Antonov, 24 de febrero de 2022.

El 24 de febrero de 2022, las fuerzas aerotransportadas rusas llegaron a través de helicópteros y lucharon contra las fuerzas ucranianas por el control del aeropuerto de Hostómel. Las fuerzas ucranianas inicialmente desalojaron a las tropas aerotransportadas rusas del aeropuerto, pero pronto fueron atacadas por refuerzos rusos. El 25 de febrero de 2022, las fuerzas rusas recapturaron el aeropuerto de Hostómel de los ucranianos. Como resultado, la batalla se trasladó del aeropuerto a la ciudad cercana cuando las fuerzas rusas comenzaron a establecer un punto de apoyo en Hostómel y presionar su avance.

## Batalla

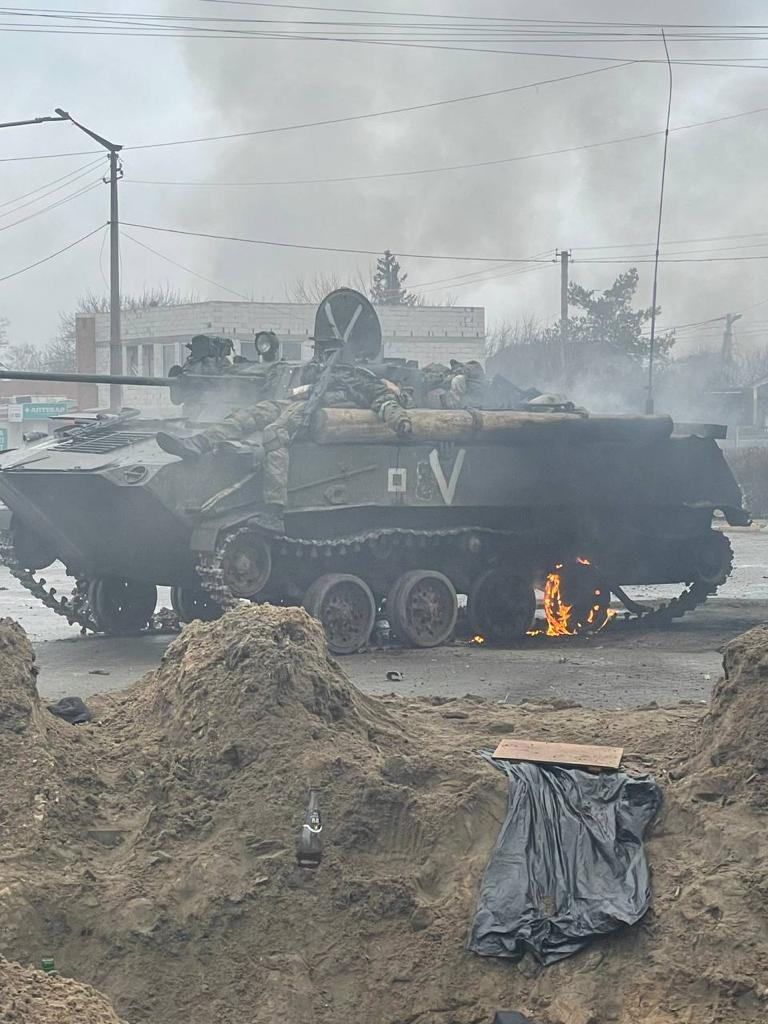
Un BMD-2 de la 31.a Brigada de Asalto Aéreo de la Guardia de Rusia dañado durante la Batalla de Hostómel.

### 24-28 de febrero
Después de la batalla del aeropuerto, las fuerzas ucranianas y rusas comenzaron a enfrentarse entre sí en Hostómel y sus alrededores. Videos publicados en las redes sociales mostraron una columna de tanques rusos ardiendo en las afueras de la ciudad y Mi-24 ucranianos disparando cohetes contra posiciones rusas sobre un área residencial. Se informó que unidades kadyrovitas fueron desplazadas a las afueras de la ciudad o al aeropuerto con la intención de acabar con la vida del presidente ucraniano Volodímir Zelenski. El Servicio de Seguridad de Ucrania informó de que el convoy kadyrovitas constaba de más de 250 equipos y más de 1500 de los «mejores combatientes de la República de Chechenia». La inteligencia ucraniana declaró que recibió estos informes de elementos del FSB que se oponen a la invasión.
El 26 de febrero de 2022, actuando sobre la base del informe de inteligencia anterior, las fuerzas ucranianas interceptaron y destruyeron un grupo de ataque checheno encargado de asesinar al presidente Zelenski. En otros lugares, los UAV ucranianos vieron dos lugares cerca de Hostómel donde se estaban reuniendo los combatientes chechenos. La Guardia Nacional de Ucrania y el Grupo Alfa atacaron más tarde esos lugares, destruyendo una columna de vehículos blindados rusos en el proceso. Según funcionarios ucranianos, Magomed Tushayev, un general checheno y jefe del 141.er Regimiento Motorizado de la Guardia Nacional de Rusia, murió durante el ataque. Las fuerzas ucranianas informaron que los kadyrovitas sufrieron grandes bajas como resultado de estos ataques.

### 1-5 de marzo

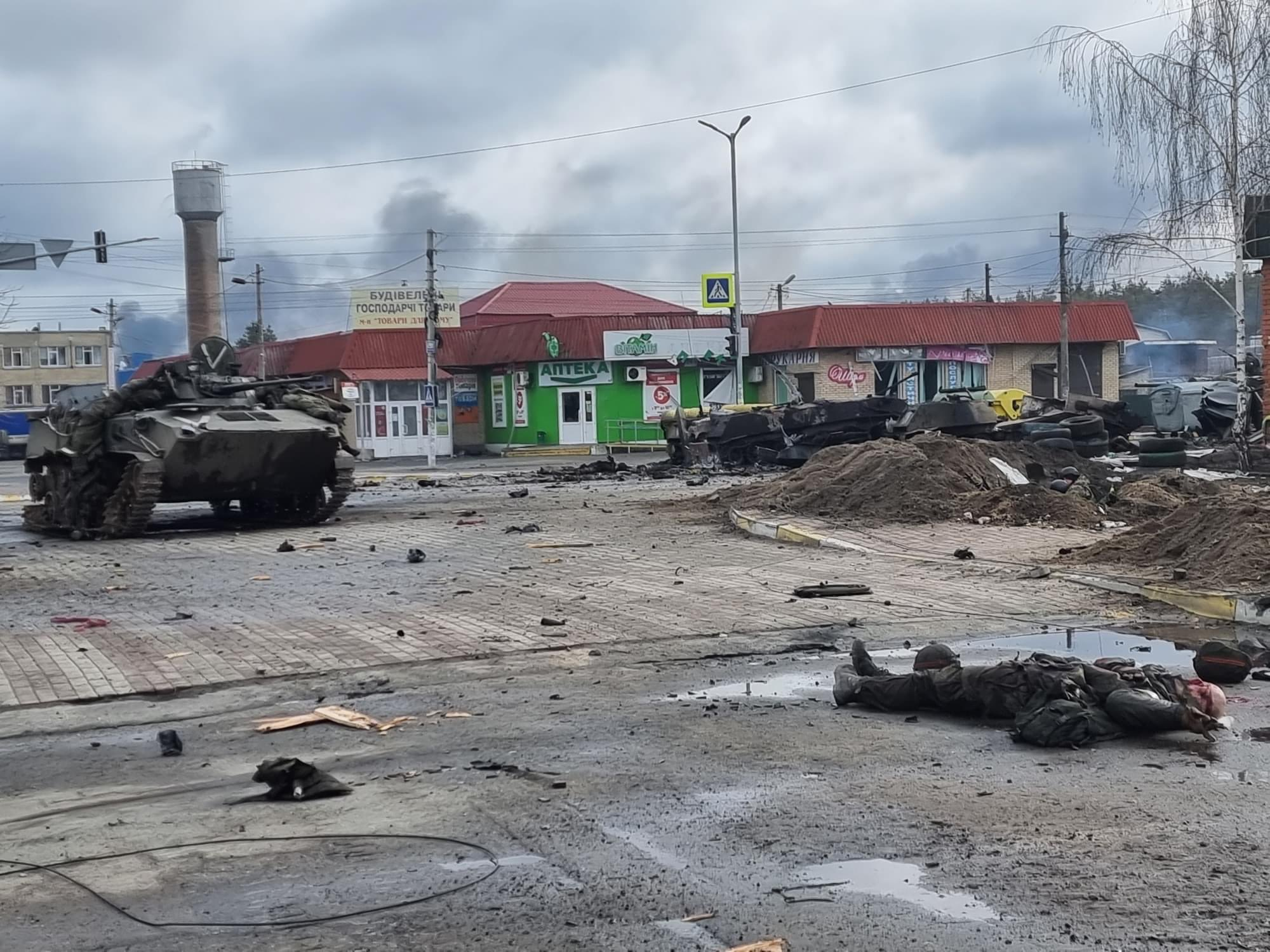
Las secuelas de los enfrentamientos en Hostomel, 4 de marzo.

Los residentes de Hostomel informaron que los constantes bombardeos y ataques aéreos de las fuerzas rusas los han privado de agua, alimentos, electricidad y medicinas. Los constantes bombardeos también han impedido que los residentes reciban ayuda humanitaria, evacuen de la ciudad o incluso retiren cadáveres de la calle. Se informó que los kadyrovitas operaban más cerca del aeropuerto de Hostómel y estaban robando a los residentes, mientras que los soldados rusos presionaban su avance hacia Hostómel. Testigos presenciales informaron que soldados rusos dispararon contra una ambulancia.
El 3 de marzo de 2022, las fuerzas ucranianas se enfrentaron a las fuerzas rusas en combate urbano dentro de Hostómel. La Dirección Principal de Inteligencia del Ministerio de Defensa de Ucrania (GUR MO) informó que las fuerzas especiales bajo su mando y la resistencia local han destruido 20 DMO rusos (probablemente BMD-3 y/o BMD-4) en Hostómel. Diez de los BMD fueron destruidos a las 18:30 (6:30 p. m.) cerca de la fábrica de vidrio de la ciudad. Las fuerzas rusas fueron finalmente repelidas de la ciudad. Un video publicado en las redes sociales que muestra las secuelas de la batalla urbana mostró vehículos rusos destruidos y abandonados y soldados rusos muertos esparcidos por las calles. Un francotirador ucraniano mató al general de división Andréi Sujovetski en Hostómel o en el aeropuerto de Hostómel. Fue subcomandante del 41º Ejército de Armas Combinadas.
El 4 de marzo de 2022, las fuerzas ucranianas se enfrentaron a las fuerzas rusas en las calles por segunda vez, según los informes, destruyendo un BMD y bombardeando a las fuerzas rusas con cohetes BM-21 Grad. En otras partes de Hostómel, los soldados ucranianos derrotaron a una unidad de kadyrovitas, apoderándose de sus armas, equipo y vehículo blindado. Las fuerzas ucranianas informaron más tarde que habían recuperado el control de Hostómel de las fuerzas rusas. La inteligencia ucraniana informó que la 31° Brigada de Asalto Aéreo de la Guardia rusa sufrió al menos 50 muertos en las batallas en Hostómel. Se informó que las fuerzas especiales bajo el GUR MO, el 3° Regimiento de Propósito Especial y los combatientes de la resistencia local habían participado en la batalla. Las armas rusas, el equipo, el personal y los documentos personales fueron incautados por el ejército ucraniano, y cualquier arma utilizable se redistribuyó a la resistencia local. El GUR MO informó que los soldados rusos fallecidos no poseían ningún documento de identificación; solo certificaciones de vacunación y libros médicos en blanco. Sin embargo, el mismo día, las fuerzas ucranianas informaron que el mayor Valeriy Chybineyev fue asesinado cerca del aeropuerto de Hostómel. Las fuerzas rusas, según los informes, la 31ª Brigada de Asalto Aéreo de la Guardia, más tarde regresaron a Hostómel y ocuparon un complejo residencial, tomando como rehenes a 40 o más residentes.
Un periodista llamado Ruslan Vinichenko detalló su cautiverio de seis días por las fuerzas rusas dentro del sótano del edificio de apartamentos. Según él, los soldados rusos reunieron a 60 personas (incluido él mismo) en el sótano y estaban haciendo acciones similares con 90 personas en un complejo de apartamentos vecino, confiscaron y destruyeron sus teléfonos, saquearon sus apartamentos y difundieron información falsa sobre el estado de la guerra, como que las fuerzas rusas que capturaron Kiev y Odessa. La única vez que a los residentes se les permitió salir del sótano fue para fumar o recoger agua. El 10 de marzo, el día de su fuga, Vinichenko declaró que los soldados rusos anunciaron que estaban reuniendo a los residentes para trasladarse a Bielorrusia. Trató de convencer al resto de los residentes para que escaparan con él, pero estaban demasiado angustiados para mudarse. Vinichenko agarró a su novia y escapó de la ciudad después de que un automovilista que pasaba los recogió. Tres soldados rusos vieron lo que estaban haciendo, pero no se molestaron en detenerlos.
El 5 de marzo de 2022, las fuerzas rusas capturaron Hostómel e impidieron que los civiles evacuaran la ciudad.

## Contraataque ucraniano

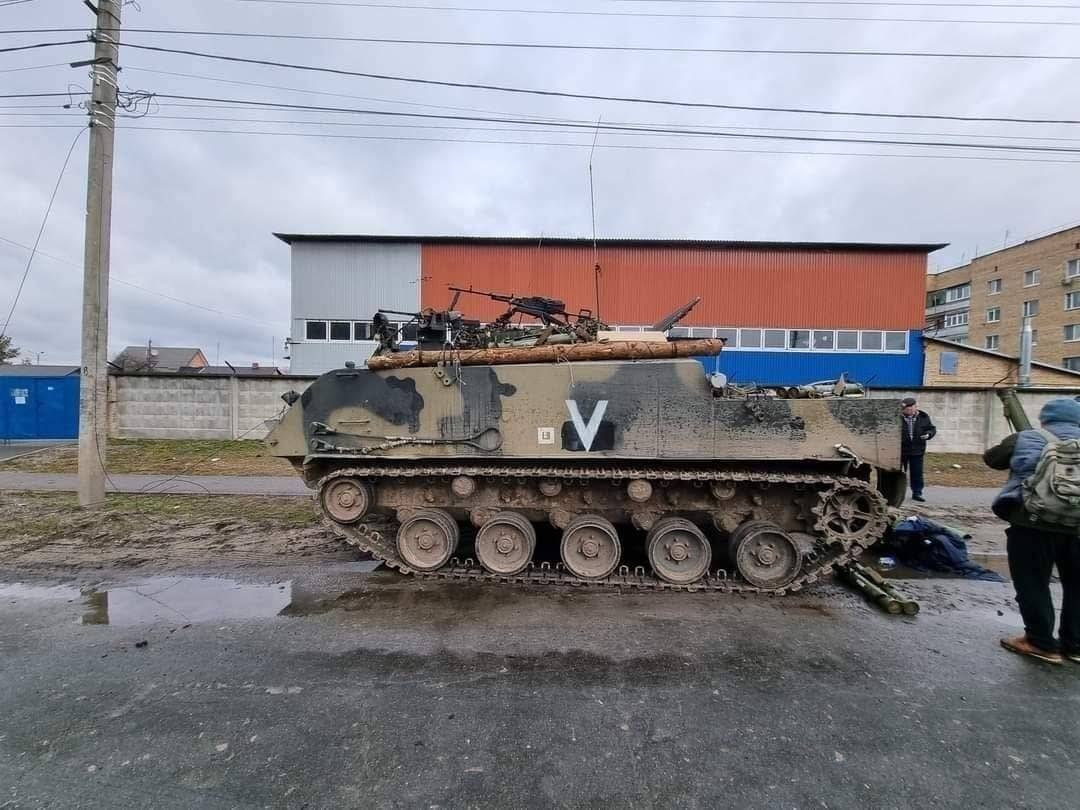
BTR-MD ruso dañado después de una escaramuza el 4 de marzo en Hostomel.

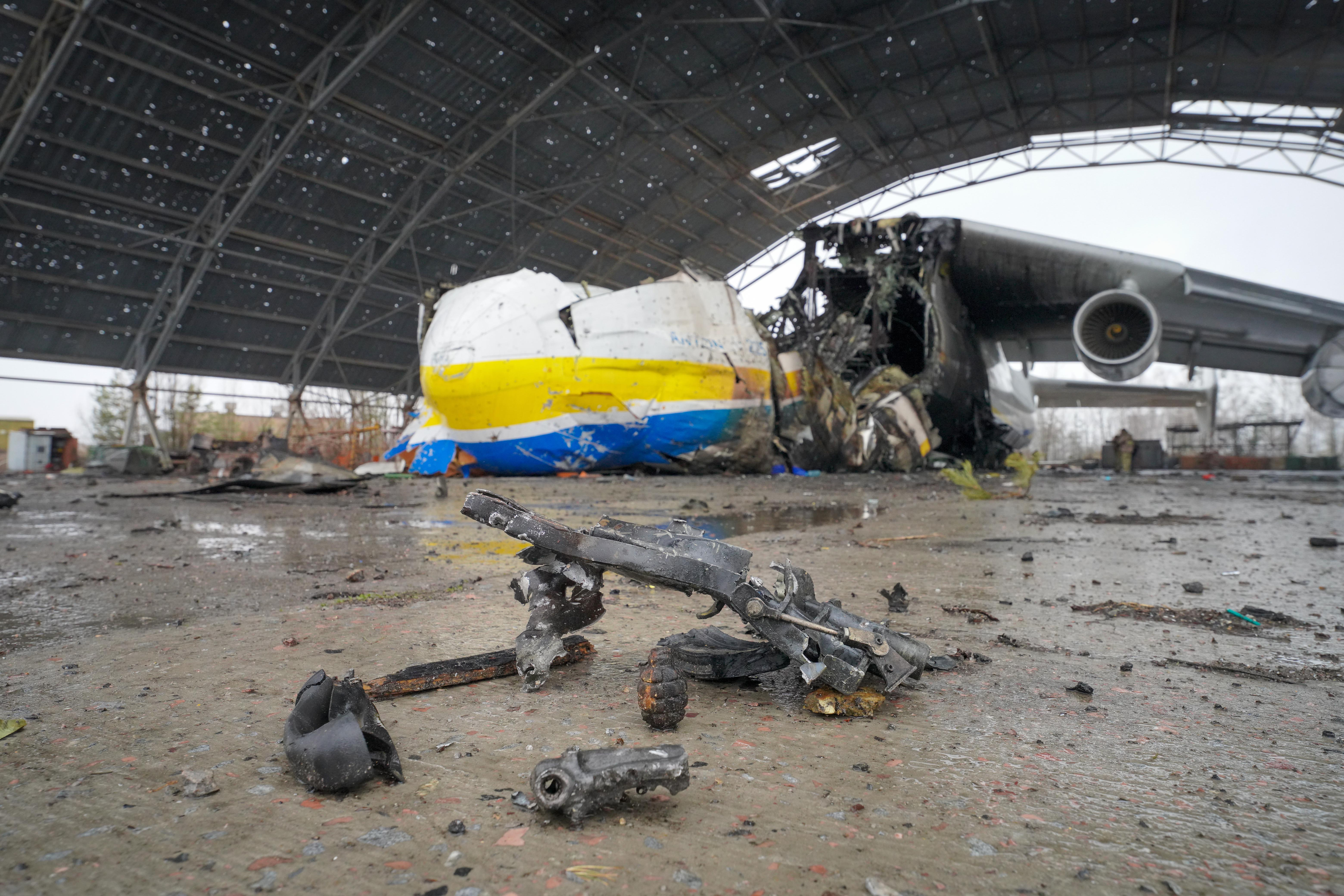
Restos del Antonov An-225, fotografiados el 3 de abril.

El 7 de marzo de 2022, el alcalde de Hostómel, Yuri Pylypko, junto con varios otros voluntarios, fueron asesinados por las tropas rusas mientras distribuían alimentos y medicinas a los residentes. Según los informes, su cuerpo fue atrapado por las fuerzas rusas. Cuando el sacerdote local vino a recoger su cuerpo, un soldado ruso comprensivo impidió que el sacerdote se acercara, desarmó la trampa y ayudó a cargar el cuerpo del alcalde en una carretilla para ser transportado. Yuri fue enterrado cerca de la iglesia local con honores. En algún momento, las fuerzas ucranianas recapturaron algunas partes de Hostómel. Las fuerzas rusas respondieron desplegando dos grupos tácticos del Batallón en Hostómel en los preparativos para una ofensiva.
El 8 de marzo de 2022, las fuerzas ucranianas repelieron una ofensiva nocturna rusa en Hostómel. Se anunció que las fuerzas ucranianas estaban preparando una evacuación a gran escala y la entrega de ayuda humanitaria para los residentes de Hostómel. Al día siguiente, las fuerzas ucranianas llevaron a cabo una evacuación a gran escala a través del óblast de Kiev, incluso en Hostomel. Hasta 20 000 civiles fueron evacuados en el óblast de Kiev. La evacuación continuó hasta el día siguiente.
El 11 de marzo de 2022, los residentes informaron que las fuerzas rusas controlaban la mayor parte de Hostómel, lo que dificultaba enormemente que los civiles evacuaran de la ciudad o recibieran ayuda humanitaria. El equipo militar ruso se trasladó al centro de la ciudad y a las zonas residenciales, mientras que los suministros rusos se entregaron a través de helicópteros. Testigos presenciales también informaron que los kadyrovitas deambulaban por Hostómel y ejecutaban a civiles por razones triviales. Aun así, los autobuses pudieron evacuar con éxito de la ciudad el 12 de marzo de 2022.
El 13 de marzo de 2022, las fuerzas ucranianas atacaron a las fuerzas rusas que intentaban cruzar un río cerca de Hostómel utilizando un puente de pontones. El puente y varios vehículos rusos fueron destruidos.
El 14 de marzo de 2022, Ramzán Kadýrov, jefe de la República de Chechenia, afirmó haber entrado en Hostómel. La afirmación no pudo ser verificada en el momento del anuncio, pero fue recibida con dudas debido a que su anuncio fue transmitido por los medios estatales rusos. El asesor presidencial Oleksiy Arestovych también dudó de la afirmación de Kadýrov debido a la información de que Kadýrov fue visto en Grozni el día antes de su anuncio. Durante el día, se llevaron a cabo dos evacuaciones civiles en Hostómel. La primera columna de 10 autobuses evacuó con éxito a madres, niños, ancianos y discapacitados de Hostómel. La segunda columna de cuatro autobuses fue bombardeada por morteros rusos. Una mujer murió y dos hombres resultaron heridos por el ataque.
El 16 de marzo de 2022, las fuerzas ucranianas lanzaron una contraofensiva contra las fuerzas rusas alrededor de Kiev, incluida Hostómel. Según Andriy Nebitov, jefe de la policía de la región de Kiev, las fuerzas ucranianas pudieron romper las posiciones rusas después de realizar ataques de artillería. Además, afirmó que el contraataque interrumpió el plan de las fuerzas rusas de atacar Kiev directamente.

## Retirada de las fuerzas rusas
El 1 de abril de 2022, Oleksandr Pavlyuk, jefe de la Administración Militar Regional de Kiev, afirmó que las fuerzas rusas habían abandonado Hostómel. El 2 de abril de 2022, todo el óblast de Kiev, donde se encuentra Hostómel, fue declarado libre de invasores por el Ministerio de Defensa de Ucrania después de que las tropas rusas abandonaran la zona.